# Abu-kelb
Abu-kelb – arabska nazwa talarów lewkowych, na których lew przypominał psa (arab. ‏كلب‎ kalb „pies”).